# ماركوس لارسون
ماركوس لارسون (بالسويدية: Markus Larsson)‏ هو متزحلق جبال الألب سويدي، ولد في 9 يناير 1979 في كارلستاد في السويد.

## وصلات خارجية
- ماركوس لارسون على موقع الاتحاد الدولي للتزلج (التزلج على المنحدرات الثلجية) (الإنجليزية)
- ماركوس لارسون على موقع الاتحاد الدولي للتزلج (التزلج الريفي) (الإنجليزية)
- ماركوس لارسون على موقع أوليمبيديا (الإنجليزية)
- ماركوس لارسون على موقع اللجنة الأولمبية السويدية (السويدية)